# ستيف راسيل
ستيف راسيل (22 يناير 1968 - ) (بالإنجليزية: Steve Russell)‏ هو لاعب كريكت أسترالي.

## وصلات خارجية
- ستيف راسيل على موقع إي آس بي آن كريك إنفو (الإنجليزية)